# 三田大講堂
三田大講堂（みただいこうどう）は、かつて東京府東京市港区三田の慶應義塾大学三田キャンパス内に存在したゴシック様式の建築物である。正式名は「慶應義塾大講堂」（けいおうぎじゅくだいこうどう）。収容人数は、2,000席。1945年（昭和20年）5月26日の東京大空襲により焼失。

## 沿革

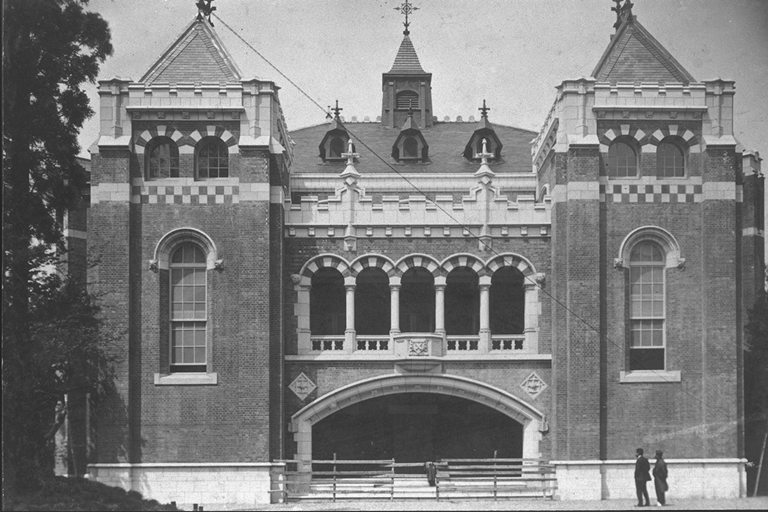
1915年（大正4年）完成時
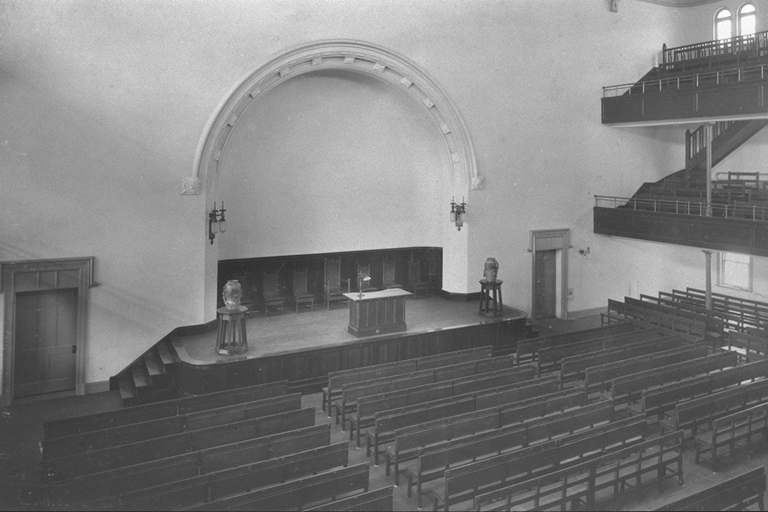
大講堂内部

慶應義塾大学の塾生数の増加やより収容人数の大きなホールが必要となったことに伴い、慶應義塾特選塾員および慶應義塾評議員である森村財閥の創始者・森村市左衛門が発起人となり、財団法人森村豊明会の5万円を軸に、福沢桃介ら有志の寄付により建設を開始。1913年（大正2年）12月19日に着工して1915年（大正4年）4月25日に完成した。
6月6日の開館式には、森村市左衛門の他、渋沢栄一、葦原雅亮、犬養毅が出席して鎌田栄吉が開会の辞を述べた。さらに成瀬正行（川崎造船所取締、盛興商会総帥）が寄贈した和田英作による福沢諭吉全身立像画の大額も掲げられた。
三田キャンパス西側崖上の「ヴィッカース・ホール」の跡地に建設された三田大講堂は、ゴシック様式の鉄骨煉瓦造り、三階建て、建坪225坪、2,000名収容で、座席は全席長腰掛、一階は移動可能、二、三階の桟敷席は固定式、立ち席を加えると約2,500人が一堂に会せる、当時の東京でも屈指の規模であった。採光のために北・東・南の三方に側窓が設けられ、屋窓を開いてその下方にステンドグラスがはめ込まれるという構造。この三田大講堂は、東京帝国大学の安田講堂（1921年起工、1925年竣工）や早稲田大学の大隈講堂（1926年起工、1927年竣工）よりも早くに起工および竣工されており、当時の大学講堂近代建築の歴史内でも重要なものといえた。
この大講堂の完成によって、慶應義塾の入学式、卒業式、その他大学の主な式典はすべてこの三田大講堂を使用することになった。またこの大講堂では、各種の講演会、音楽会、演劇などにも利用され、当時の市民にとっても、格好の文化センター的な役割を果たした。
1922年（大正11年）11月19日、世界的な物理学者のアインシュタインの講演が三田大講堂で行なわれた。
1923年（大正12年）9月の関東大震災による被災で三田大講堂の外壁が大きく破損したが、三井家や森村財閥、古河虎之助、野村実、成瀬家、藤田平太郎、日比谷平左衛門、岩崎家ら慶應義塾ゆかりの人物や団体の寄付もあり、改修工事が行われた。大講堂の玄関はすっかり改装されて、3階のバルコニーにはマスコットのユニコン像が設置された。また、大講堂の天窓には2本の剣が新たに設置された。
1945年（昭和20年）5月26日から27日の未明まで、アメリカ軍の空襲を受けて、三田大講堂の5割が焼失した。敗戦後、財閥解体や多くの慶應義塾関係者が公職追放となったことにより三田大講堂の再建が不可能になった。戦地から復員してきた慶応の塾生たちは、大学校舎の赤さびた鉄骨と赤煉瓦の瓦礫の山を目撃した。

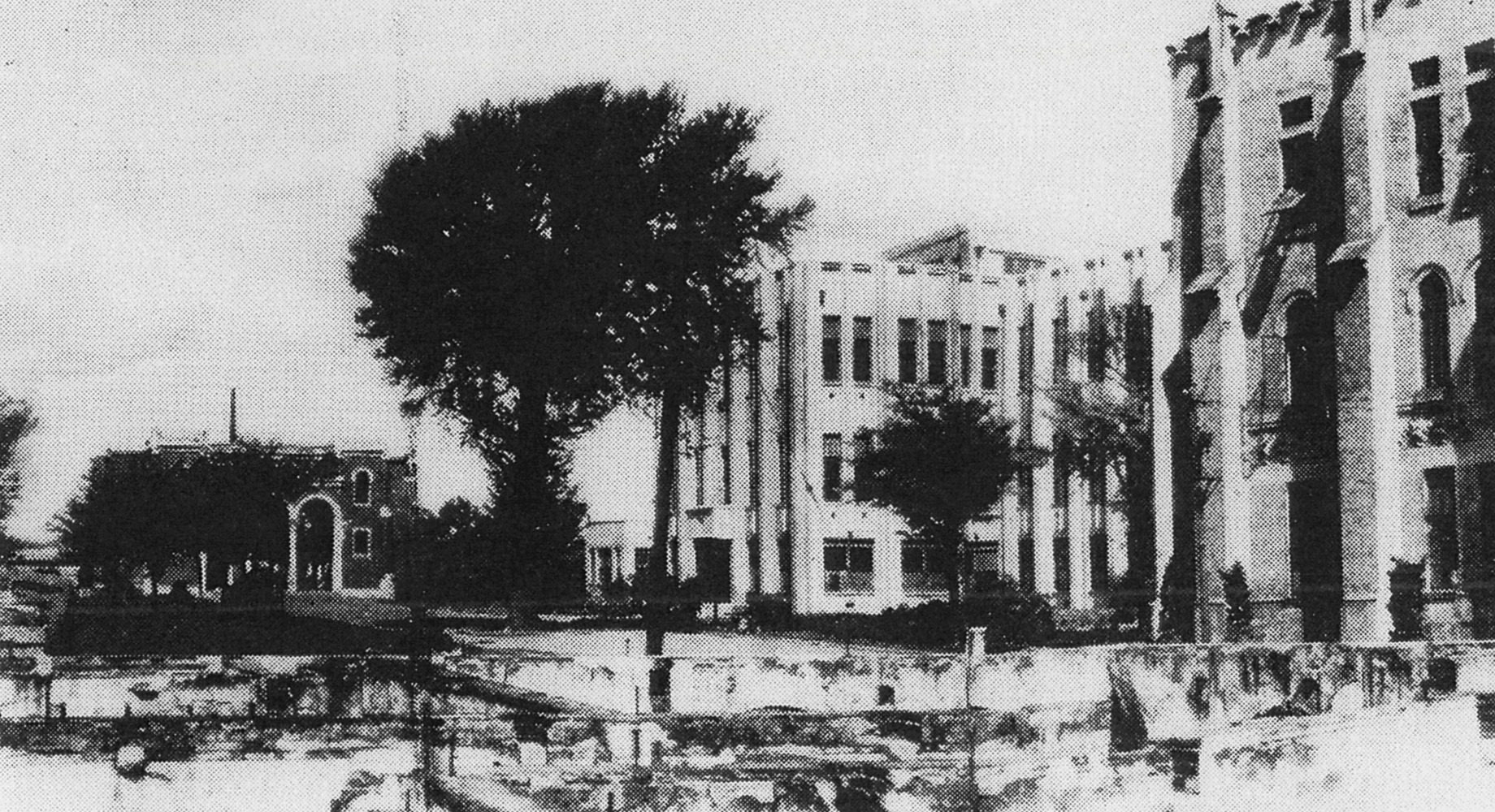
空襲後の三田山上（右から塾監局、現第一校舎、焼け落ちた大講堂）
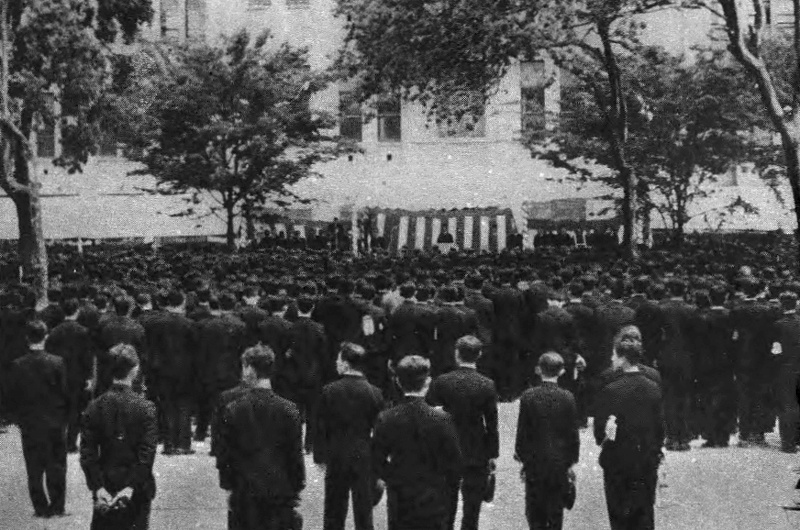
屋外開催となった慶應義塾創立90周年記念式典（1947年5月27日）
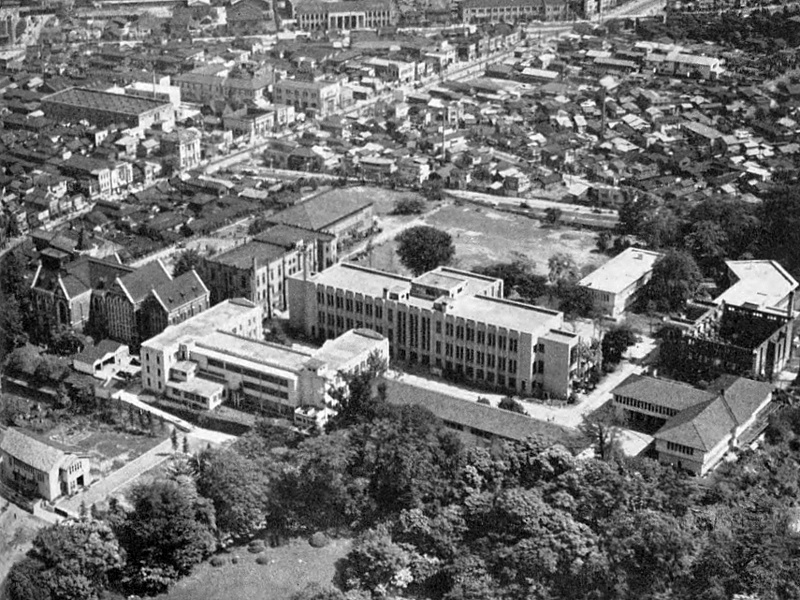
大講堂の残骸（右端、1953年）

三田大講堂を失った慶應義塾大学は、それから創立100年「日吉記念館」の完成まで、入学式、卒業式、式典は野外で挙行しなければならなかった。焼け残った三田大講堂の外壁は1957年（昭和32年）5月に取り壊され、その跡地に「西校舎」が建設された。西校舎の大教室には大講堂を彷彿とさせる同じ向きの教室もある。

## ユニコン像
関東大震災後の改修工事に際して、両手に盾を持つ一対のユニコン像が3階バルコニーに設置された。しかし、設置理由も「ユニコン」と名づけられた理由も不明である。しかもその姿は本来のユニコーンとは著しく異なり、むしろガーゴイル（西洋建築の雨樋彫刻）に似ていた。
このユニコン像は戦後一体が行方不明となり、もう一体は損傷した姿のまま西校舎脇に放置されていたが、中等部卒業生の寄付によって1975年に修復され、もう一体も旧商工学校同窓会の寄付によって1978年に復元され、中等部本館の玄関脇に設置された。
今日の慶應義塾大学には通信教育部卒業生に授与する「ユニコン賞」があり、アメリカンフットボール部は「UNICORNS」（ユニコーンズ）と名乗っている。また、1962年（昭和37年）秋の慶早戦でデビューした應援指導部公式キャラクターは「ユニコン君」と呼ばれて親しまれている。

## 主な式典
- 入学式、卒業式[9]

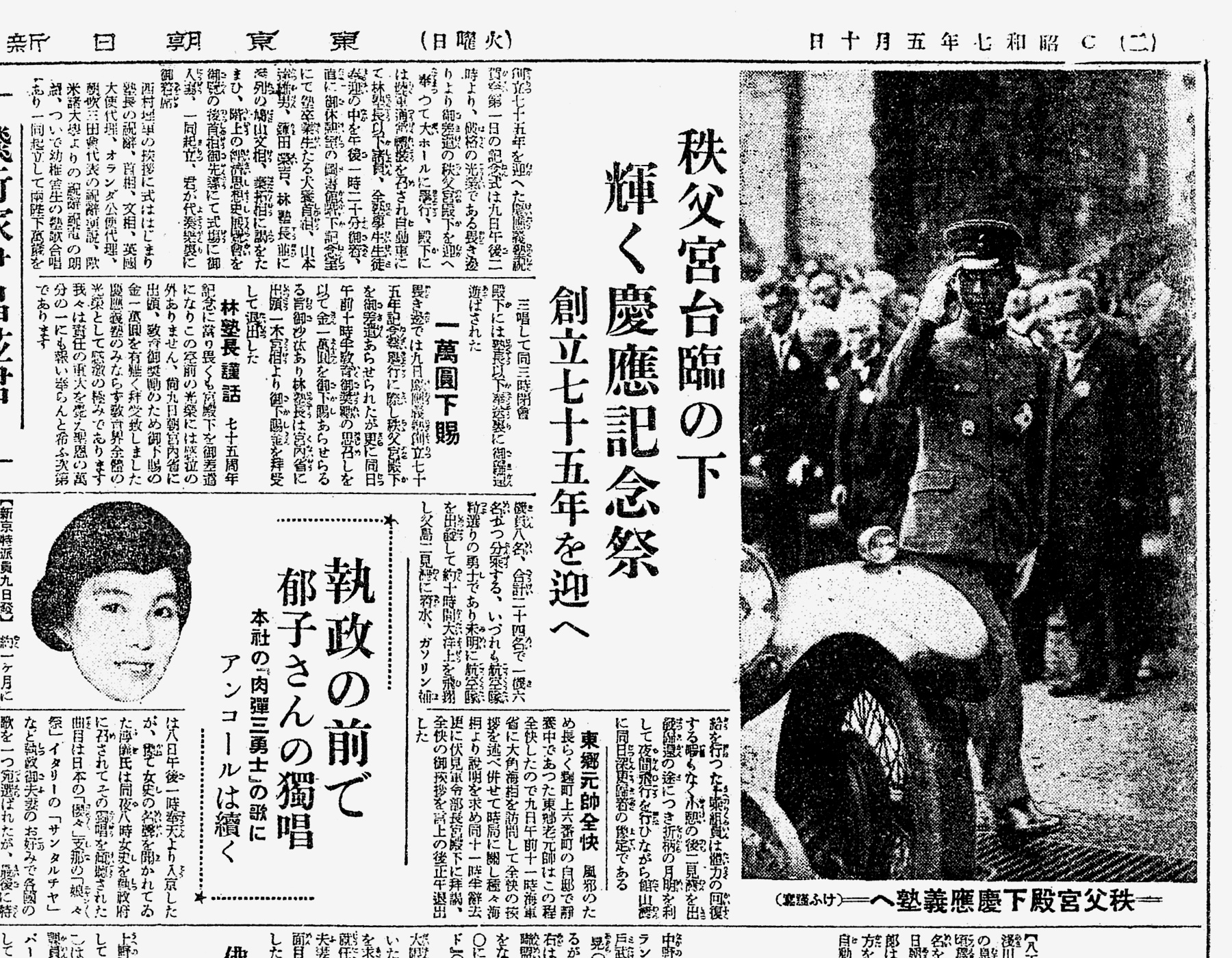
秩父宮台臨の下 輝く慶應記念祭 創立七十五年を迎へ（『東京朝日新聞』 1932年5月10日付夕刊2面）

- 1915年（大正04年）6月26日 - 春季大演奏会（アドルフォ・サルコリ出演）[10]。
- 1916年（大正05年）7月2日 - インドの詩人タゴール来塾。演題「日本の精神を樹立せよ」[11]
- 1918年（大正07年）11月25日 - 原敬首相来塾講演会[12]。
- 1922年（大正11年）11月19日 - アルベルト・アインシュタイン講演会[13]。
- 1932年（昭和07年）5月9日 - 慶應義塾創立75年記念式典。秩父宮殿下、犬養毅首相など3千名参列[14][15]。
- 1933年（昭和08年）10月11日 - 慶應義塾大学応援部発会式[16]。
- 1934年（昭和09年）11月18日 - 幼稚舎創立60周年記念祝賀式[17]。
- 1941年（昭和16年）1月10日 - 福澤先生誕生記念会で現塾歌（作詞富田正文、作曲信時潔）が発表される[18]。
- 1943年（昭和18年）
  - 11月17日 - 塾生出陣壮行音楽祭。藤原義江、斎田愛子（以上昼）、四家文子、大谷洌子（以上夜）がゲスト出演[19]。
  - 11月20日 - 慶應義塾関係戦没者合同慰霊祭。戦没者245名[20]。
- その他各種の演説会、英語会、音楽会、活動写真会など[21]。